# Ignacio Martín-Baró
Ignacio Martín-Baró (Valladolid, 7 novembre 1942 – San Salvador, 16 novembre 1989) è stato un gesuita, psicologo e insegnante spagnolo.
È stato uno dei maggiori teorici della teologia della liberazione, ed è ritenuto il padre della psicologia della liberazione.
Morì trucidato dalle Forze Armate Salvadoregne nella sede della Università Centroamericana José Simeòn Canas UCA la notte del 16 novembre 1989 assieme a un gruppo di teologi, insegnanti e psicologi riferimenti importanti della Teologia della Liberazione Ignacio Ellacuría, Segundo Montes, Juan Ramón Moreno, Amando López, e Joaquín López y López, più un'inserviente Elba Ramos con sua figlia minore Celinae, conosciuti poi come i Martiri della UCA, dal massacro scampò Jon Sobrino.